# Echinopora pacificus
Espèce
Statut CITES
Echinopora pacificus est une espèce de coraux appartenant à la famille des Merulinidae ou la famille Faviidae.